# Omar El Sawy
Omar Sayed Mohamed Mahmoud El Sawy (Târgu Mureș, 16 marzo 2004) è un calciatore rumeno, attaccante del Rapid Bucarest.

## Carriera

### Club
Cresciuto nel settore giovanili del Csíkszereda, debutta in prima squadra il 6 agosto 2022, nella sconfitta esterna per 1-2 in Liga II contro l'Unirea Dej . Il 28 dello stesso mese realizza il suo primo gol tra i professionisti nella vittoria per 3-2 contro il Buzău. Il 19 maggio 2023, si trasferisce al Rapid Bucureșt, squadra della Liga I, per 400.000 euro. La stagione successiva viene girato in prestito al Sepsi dove realizza 6 reti in 24 presenze.

### Nazionale
Ha giocato nelle nazionali giovanili dell'Under-18, Under-19, e infine nell'Under-20.

## Statistiche

### Presenze e reti nei club
Statistiche aggiornate al 12 luglio 2025.
| Stagione              | Squadra               | Campionato            | Campionato | Campionato | Coppe nazionali | Coppe nazionali | Coppe nazionali | Coppe continentali | Coppe continentali | Coppe continentali | Altre coppe | Altre coppe | Altre coppe | Totale | Totale |
| Stagione              | Squadra               | Comp                  | Pres       | Reti       | Comp            | Pres            | Reti            | Comp               | Pres               | Retin              | Comp        | Pres        | Reti        | Pres   | Reti   |
| --------------------- | --------------------- | --------------------- | ---------- | ---------- | --------------- | --------------- | --------------- | ------------------ | ------------------ | ------------------ | ----------- | ----------- | ----------- | ------ | ------ |
| 2022-2023             | Csíkszereda           | L2                    | 21         | 1          | CR              | 0               | 0               | -                  | -                  | -                  | -           | -           | -           | 21     | 1      |
| 2023-2024             | Rapid Bucarest        | L1                    | 6          | 0          | CR              | 1               | 0               | -                  | -                  | -                  | -           | -           | -           | 7      | 0      |
| ago. 2024             | Rapid Bucarest        | L1                    | 3          | 0          | CR              | 0               | 0               | -                  | -                  | -                  | -           | -           | -           | 3      | 0      |
| 2024-2025             | Sepsi                 | L1                    | 23         | 6          | CR              | 1               | 0               | -                  | -                  | -                  | -           | -           | -           | 24     | 6      |
| 2025-2026             | Rapid Bucarest        | L1                    | 1          | 0          | CR              | 0               | 0               | -                  | -                  | -                  | -           | -           | -           | 1      | 0      |
| Totale Rapid Bucarest | Totale Rapid Bucarest | Totale Rapid Bucarest | 10         | 0          |                 | 1               | 0               |                    | -                  | -                  |             | -           | -           | 11     | 0      |
| Totale carriera       | Totale carriera       | Totale carriera       | 54         | 7          |                 | 2               | 0               |                    | -                  | -                  |             | -           | -           | 56     | 7      |